# Njurhun Skrjabin
Njurhun Skrjabin (in bielorusso Нюргун Скрябін?; 5 maggio 1990) è un lottatore bielorusso, specializzato nella lotta libera.

## Biografia
È allenato da Gavril Ignatev dal 2005. Gareggia per il Thsp Churapcha.
Ai campionati europei di Roma 2020 ha vinto la medaglia d'argento nel torneo dei -65 chilogrammi.

## Palmarès

### Per la Russia
- Mondiali universitari

Pécs 2014: bronzo nei -61 kg.

### Per la Bielorussia
- Europei

Roma 2020: argento nei -65 kg.